# Pałac Anderschów w Poznaniu
Pałac Anderschów – miejski pałac, zlokalizowany w Poznaniu przy Alejach Marcinkowskiego 20, w ścisłym centrum miasta.

## Dzieje
Budynek zrealizowano w 1856 z inicjatywy Wilhelma Ernsta i Carla Anderschów – kupców poznańskich branży winiarskiej. Projektantem obiektu był Gustav Schultz – architekt popularny wśród poznańskich Niemców. Było to jego pierwsze znaczące dzieło. Później nadano mu pseudonim Fasaden Schulz, w związku z okazałymi fasadami, w jakich tworzeniu się specjalizował. Oprócz pomieszczeń zajmowanych przez rodzinę Anderschów, w pałacu apartamenty wynajmowali bogaci przedsiębiorcy. Były tu także reprezentacyjne składy handlowe, m.in. swoje towary sprzedawał Roman May – znany ówczesny fabrykant branży chemicznej (posiada swoją ulicę na Starołęce, gdzie istniała jego fabryka). Łącznie pałac zawierał 40 pokojów, nie licząc składów.
W 1896 pałac sprzedano, potem rozbudowano oficyny, a na początku XX wieku, obiekt nabyła hrabina Konstancja Mielżyńska. W okresie międzywojennym mieścił się w budynku m.in. Dom Pocztowca.

## Architektura
Architektura nawiązuje do renesansowych pałacowych wzorów weneckich z XV wieku. Środkowy ryzalit imituje loggię, a w naczółkach okien pierwszego piętra znajdują się rzeźbione główki, będące alegoriami zawodów i stanów. Zachowana jest oryginalna klatka schodowa z żeliwnymi kolumnami.

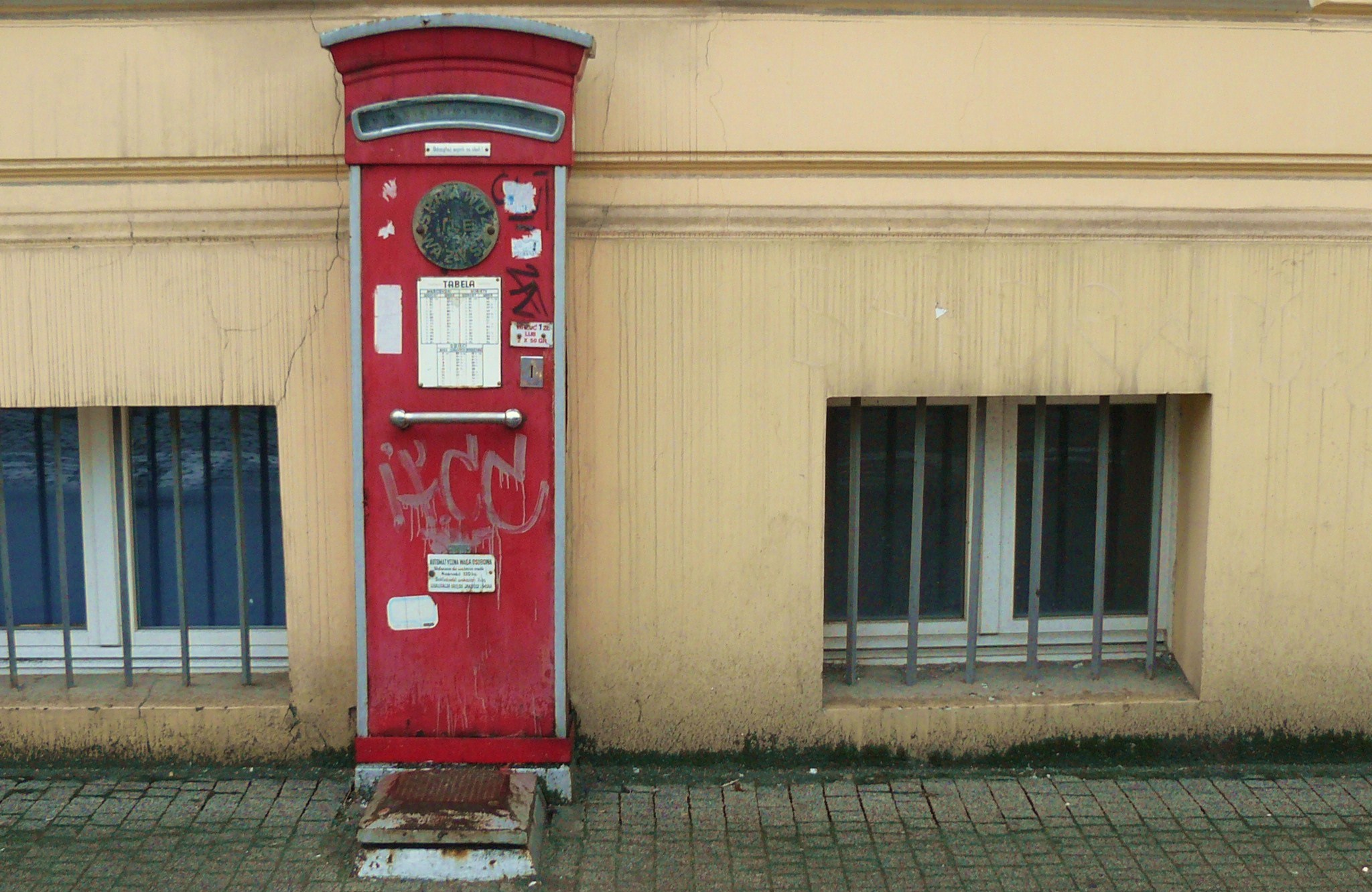
Waga uliczna

Z obiektem sąsiadują inne ważne budowle tego rejonu centrum: Plac Wolności, Drukarnia i Księgarnia św. Wojciecha, Muzeum Narodowe, kościół św. Marcina, punktowce Piekary, Oddział 1 PKO BP i wiele innych. Prostopadle do elewacji głównej budynku usytuowana jest ul. Podgórna – w pobliżu, przy niej, stoi dom, w którym mieszkał Karol Marcinkowski, a później urodził się Paul von Hindenburg. Przy samej elewacji pałacu stoi stara, sprawna, czerwona waga publiczna, jakie kiedyś były powszechne w większości miast (na wrzucane monety). Do 1971 przed budynkiem stała Studzienka Hygiei, która dziś zdobi Plac Wolności. Sąsiadującą kamienicę natomiast rozebrano, celem przeprowadzenia szerokiej Trasy Piekary w latach 70. XX w. W 2013 otwarto w tym miejscu Galerię MM.

## Waga uliczna
Do elewacji pałacu przylega uliczna osobowa waga wrzutowa wpisana do rejestru zabytków. Wyprodukowano ją prawdopodobnie w latach 30. lub 50. XX wieku i jest jednym z niewielu zachowanych tego typu urządzeń w Polsce. W 2018 została odrestaurowana.